# Marxador
El marxador, en pilota valenciana, és la persona encarregada de dur la puntuació de la partida, és a dir, el marcador de la partida, mentre esta es disputa. Este personatge tan característic de la Pilota no es limita a comptar en silenci, sinó que comunica en veu alta (de vegades cridant), després de cada quinze o punt aconseguit, el resultat per a tot el públic, és el que es diu marxar la partida. Això exigeix de tot marxador dues condicions: un coneixement complet i profund de tot el joc, i gaudir de bona veu per esser escoltat per tothom.
El marxador també pot encarregar-se de les travesses.